# Piggnigg
Piggnigg ist eine Schweizer Mundartrock-Band aus Flawil.
Ihren Musikstil bezeichnen sie selbst als Mundartrock für Fortgeschrittene.
Die Gruppe hat seit 1981 sieben Alben veröffentlicht und tritt immer wieder in neuen Besetzungen auf. Nachdem die erste LP Tschaued än anders Mol am ehesten dem Pop zuzurechnen ist, veröffentlichte die Band 1985 unter dem Titel The gambler ein aufwendiger produziertes, orchestrales Album. Mit der Zeit kamen Einflüsse aus dem Jazz (Amerika 1996), Rock und der Singer-Songwriter-Szene dazu. Nach dem Jahr 2000 orientiert sich die Band nun immer weiter in Richtung Indie-Rock und präsentiert sich vorwiegend als Gitarrenband. Mittlerweile sind die Piggnigg-Songs auch immer öfters unplugged zu hören. Die beiden Mitbegründer Wolfgang Egli und Daniel Weniger treten mit den Songs auch als Musik-Kabarett unter dem Namen "Weniger Egli" auf.

## Diskografie
- LP  Tschaued, än anders Mol (1981; metronome)
- Single  when I was six years old (1985)
- LP  The gambler (1985; Zytglogge)
- CD  Läbe i üsem Land (1994; Union Distribution)
- CD  Amerika (1996; Union Distribution)
- CD  Fälesee (2000; Union Distribution)
- CD  nüt (2003; Union Distribution)
- CD  Glashuus (2005; Union Distribution)
- CD  dä Kaiser (2010; Wendezeit Records)